# Egletes florida
Egletes florida, artamisa, es una especie herbácea de planta con flor en la familia Asteraceae.

## Distribución
Es endémica de Venezuela. Es una hierba erecta, híspido-glandulosa, con hojas de pecíolos alados. Flores blancas.
Su hábitat natural son riberas y sabanas.

## Taxonomía
Egletes florida fue descrita por   Lloyd Herbert Shinners y publicado en Lloydia 12(4): 248. 1949[1950].
Sinonimia
- Egletes commixta Shinners	[2]

## Fuente
- Detalles